# Stephanostegia
Stephanostegia là một chi thực vật thuộc họ Apocynaceae. Chi này có các loài sau (tuy nhiên danh sách này có thể chưa đủ):
- Stephanostegia capuronii, Mark